# Plastic Ono Band
Plastic Ono Band este albumul solo de debut al muzicianului rock englez John Lennon. A fost lansat în 1970 după ce Lennon mai realizase trei albume experimentale cu Yoko Ono și Live Peace In Toronto după un concert în Toronto unde trupa lui Lennon s-a autointitulat The Plastic Ono Band. Discul a fost înregistrat simultan cu albumul avantgardist de debut al lui Yoko Ono, Yoko Ono/Plastic Ono Band la studiourile Ascot Sound și Abbey Road, folosind aceiași muzicieni și echipă de producție și având chiar și coperte aproape identice. Plastic Ono Band este considerat unul dintre cele mai bune albume solo ale lui Lennon. Revista Rolling Stone a clasat albumul pe locul 22 în topul celor mai bune discuri din toate timpurile. 

## Tracklist
1. "Mother" (5:34)
2. "Hold On" (1:52)
3. "I Found Out" (3:37)
4. "Working Class Hero" (3:48)
5. "Isolation" (2:51)
6. "Remember" (4:33)
7. "Love" (3:21)
8. "Well Well Well" (5:59)
9. "Look at Me" (2:53)
10. "God" (4:09)
11. "My Mummy's Dead" (0:49)

- Toate cântecele au fost scrise de John Lennon

## Single-uri
- "Mother" (1970)
- "Love" (1970)